# Moreda de Álava
Moreda de Álava (en basc Moreda Araba) és un municipi d'Àlaba, de la Quadrilla de Laguardia-Rioja Alabesa.

## Història
Dels seus orígens encara conserva part de la muralla. Pertanyent al concejo de Laguardia va ser en 1666 quan després del pagament d'una substanciosa quantitat Carles II d'Espanya li va atorgar el privilegi de vilatge, el que li va suposar un desembors de 2.500 ducats de velló i de 50 de plata, que va ser prestat per les monges del Convent Mare de Déu de Logronyo per a pagar el títol, les despeses del procés de separació i plets contra Laguardia.

## Patrimoni
Església de Santa María: Les obres van començar a la fi del segle xvi, en 1595, de l'època del qual es conserven el cor, la pila bautismal, la portada plateresca i alguns elements de la nau. Altres elements van ser aixecats a la fi del XVII al començament del XVIII es va acabar la construcció. En el seu interior, a més de les pintures que decoren per complet les parets i els murs del temple, el més destacable és el retaule major del barroc, a més d'una bella imatge del Sant Crist. Quant a la imatge de Santa María de Moreda, és hereva de la línia romànic-gòtica correspon a l'estil de les Andra-Mari tradicional del País Basc.

## Festivitats
El dia 15 d'agost el poble celebra la festivitat de l'Assumpció, però si per alguna cosa és conegut Moreda de Álava és per l'acte de la Crema del Judes el Diumenge de Pasqua. Se celebra en les escales de l'església, en el racó que dona accés a l'església. Allí durant els oficis s'exposen dos ninots, que representen a Judes i a la seva companya, la Judesa. Després de la Missa de Resurrecció, quan la gent surt de l'església es dona lectura a la sentència que condemna als personatges a ser cremats, mentre són voltejats.

## Gastronomia

### El vi
Si hi ha una mica que distingeix als pobles de la Rioja Alabesa això és el vi. Moreda no podia ser diferent. El document més antic que parla sobre aquesta localitat és un diploma datat l'any 939. En ell es recullen els vots del Comte de Castella, Fernán González, a favor del monestir riojà de San Millán de la Cogolla i que obligava a contribuir a "Rivo de Moreta" (Riu de Moreda, en llatí) per cada veí i any, amb una mesura de vi com mostra d'oblació cap a aquest monestir. La qualitat dels vins de Moreda es testifica en nombrosos escrits, inclosos llibres de Delmes on s'assenyala que els veïns del poble aportaven a l'Església el deu per cent de les seves collites, excepte una família de Moreda que es lliurava directament 100 cantessis de vi a la Casa del Rei. En l'actualitat un únic celler té a Moreda com a centre d'operacions, Bodegas Fernández de Piérola. Petita i de caràcter familiar va néixer el 1996. Per a la creació dels seus vins de Selecció utilitzen els vinyers familiars enclavats en la mateixa localitat.

### El Zurracapote
A més del vi, cal no oblidar el ‘zurracapote’, elaborat amb vi, llimona, sucre i canyella, una beguda que es beu en les festes patronals del poble. Gastronòmicament el més destacat és la sartenada, un regirat fet a força de patates, caragols, pebrots i guindillas. La seva elaboració és senzilla, tal com el seu propi nom indica es prepara tot regirat en una gran paella, per descomptat amb oli de Moreda.

### L'oli
Destaca el municipi per la seva gran tradició setrill, que es reflecteix en el trujal d'oli, de gran interès per la seva antiguitat.